# Cantó de Metz-Ville-3
El cantó de Metz-Ville-3 és un cantó francès del departament del Mosel·la, situat al districte de Metz-Ville. Compta amb part de la vila de Metz (barris de Magny, Metz-Centre, Nouvelle Ville i Le Sablon).
| Data d'elecció                           | Identitat          | Partit             | Qualitat |
| ---------------------------------------- | ------------------ | ------------------ | -------- |
| 1945-19..                                | M. Amos            | Unió Nacional      |          |
| 19..-1971                                | Raymond Mondon     | RI                 |          |
| 1971-1988                                | Jean-Marie Rausch  | CDP, després UDF   |          |
| 1988-                                    | Nathalie Griesbeck | UDF, després MoDem |          |
| les dades anteriors no són pas conegudes |                    |                    |          |
|                                          |                    |                    |          |